# Walther Merz

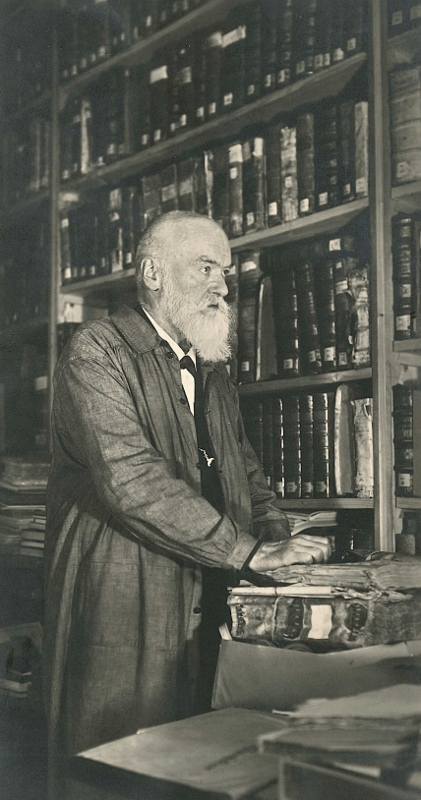
Walther Merz 1931 in den damaligen Räumlichkeiten des aargauischen Staatsarchivs

Walther Merz (* 6. Juni 1868 in Menziken; † 24. Februar 1938 in Aarau; heimatberechtigt in Menziken) war ein Schweizer Jurist und Historiker.

## Leben und Werk
Nach dem Besuch der Kantonsschule in Aarau studierte Walther Merz Rechtswissenschaft in Basel, Bern und München, wobei vor allem Andreas Heusler als Rechtshistoriker grossen Einfluss auf ihn ausübte. 1891 promovierte Merz an der Universität Bern und absolvierte im Anschluss ein Rechtspraktikum im Büro von Ständerat Peter Emil Isler in Aarau. Er bestand das Anwaltsexamen und liess sich erst als Fürsprecher in Menziken nieder, trat aber bereits kurze Zeit später als Justizsekretär in die kantonale Verwaltung ein. 1900 erfolgte seine Wahl ins kantonale Obergericht, dem er bis 1929 angehörte. 1901 gründete Merz die Vierteljahresschrift für aargauische Rechtsprechung, die er in Folge während 30 Jahren leitete.
Bereits 1898 hatte Walther Merz die Rechtsquellen der Stadt Aarau gesammelt vorgelegt und dann in Zusammenarbeit mit Friedrich Emil Welti solche für sämtliche aargauischen Städte zusammengetragen. Neben der Rechtsgeschichte bearbeitete Merz auch landesgeschichtliche Themen. Er publizierte Grundlegendes zur Geschichte der Burgen und Städte des Kantons Aargau und des Sisgaus, der heutigen Nordwestschweiz, gab verschiedene Urkundenbücher heraus und erstellte Inventare aargauischer Stadtarchive. Unter Hektor Ammann begann Walther Merz 1929 am Staatsarchiv Aargau mit der Neuordnung des «Alten Archivs», der Bestände an Urkunden, Akten und Büchern der Rechtsvorgänger des Kantons. Diese umfangreiche Arbeit mündete 1935 in der Veröffentlichung eines zweibändigen Repertoriums.
Umfangreich waren auch seine Fotografischen Arbeiten. Ferner fertigte und sammelte er zahlreiche Gipsabdrücke von Siegeln.
1910 wurde Merz von der Universität Basel mit dem Ehrendoktorat ausgezeichnet, 1923 von der Stadt Aarau mit dem  Ehrenbürgerrecht. Sein Nachlass befindet sich im Staatsarchiv Aargau.

## Publikationen (Auswahl)
Verzeichnis der Schriften von Walther Merz. In: Festschrift Walther Merz. Sauerländer & Cie., Aarau 1928, S. 231–242.
- Der Turm Rore in Aarau. In: Basler Zeitschrift für Geschichte und Altertumskunde, Bd. 1, 1902, S. 248–260. (Digitalisat)
- Schloss Brunegg. In: Basler Zeitschrift für Geschichte und Altertumskunde, Bd. 2, 1903, S. 274–300. (Digitalisat)
- Die Wappenrolle von Zürich. Ein heraldisches Denkmal d. 14. Jahrhunderts in getreuer farb. Nachbildung d. Originals mit d. Wappen aus dem Hause zum Loch. Füssli, Zürich 1930. Digitalisat
- Repertorium des Aargauischen Staatsarchivs (2 Bde.), 1935 (Bd. 1, Bd. 2).
- Rechtsquellen des Kantons Aargau (z. T. gemeinsam mit Friedrich Emil Welti, 9 Bde.), 1898–1933.
- Die Geschichte der Stadt Aarau im Mittelalter, 1928.
- Die Burgen des Sisgaus (4 Bde.), 1908–1913.
- Die Anfänge Zofingens. In: Basler Zeitschrift für Geschichte und Altertumskunde, Bd. 12, 1913, S. 281–311. (Digitalisat)
- Die Burgen und Wehrbauten des Kantons Aargau (2 Bde.), 1904–1906.